# Persiapan Sorisakolo
Persiapan Sorisakolo is een bestuurslaag in het regentschap Dompu van de provincie West-Nusa Tenggara, Indonesië. Persiapan Sorisakolo telt 2110 inwoners (volkstelling 2010).